# معركة السموع

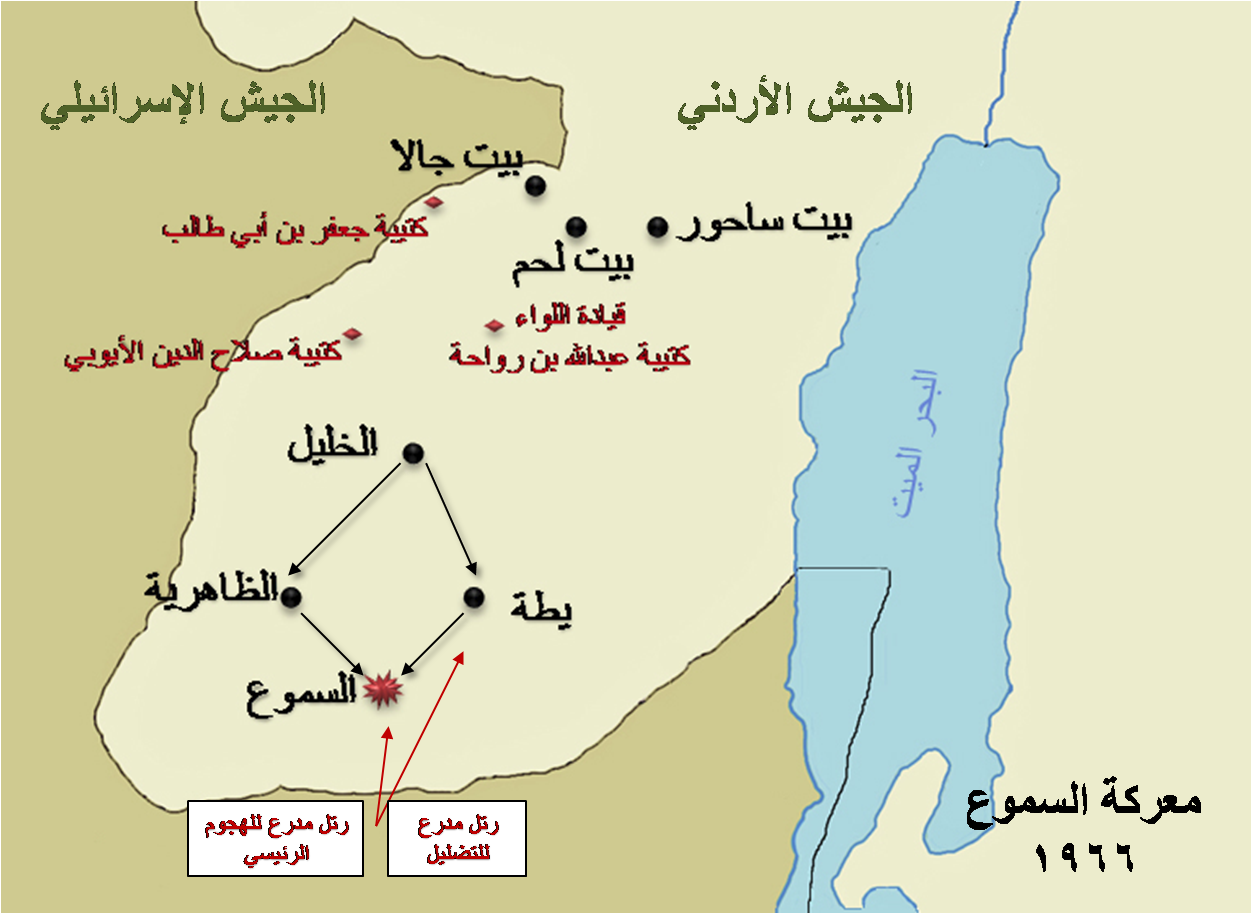
مسار أحداث المعركة

معركة السموع هي معركة حدثت بين الجيش الأُردني والجيش الإسرائيلي في 13 نوفمبر 1966 حيث تذرعت إسرائيل بحجة وجود قاعدة للعمل الفدائي في بلدة السموع في الضفة الغربية التابعة للمملكة الأردنية الهاشمية آنذاك، وأنها قامت بعدة عمليات عسكرية في العمق الإسرائيلي. الأمر الذي دعاها إلى مهاجمة هذه البلدة في لواء الخليل. إلا أن بعض الخبراء يرون أن هذه العملية كانت لاستدراج الجيش الأردني للحرب  واختبار مدى فاعلية القيادة العسكرية العربية الموحدة. وكانت المواجهة مع لواء حطين.

## لواء حطين
لواء المشاة حطين تحت قيادة العقيد الركن بهجت المحيسن مسؤولا على الدفاع عن منطقة واسعة تشمل محافظة بيت لحم ومحافظة الخليل. وكان موقع قيادته في منطقة كفار عصيون ويشمل اللواء ثلاث كتائب مشاة مقسمة حسب الجدول التالي:

## سير المعركة
في الخامسة والنصف من صباح يوم الأحد 13 نوفمبر 1966 اجتاز الإسرائيليون خطوط الهدنة برتلين من الدبابات تساندهما عدة أسراب من الطائرات المقاتلة. تحرك أحدهما باتجاه بلدة السموع والآخر بتتجاه مدينة يطا بهدف التضليل. أصدر قائد اللواء العقيد (في ذلك الوقت) بهجت المحيسن أوامره بالتصدي، وتحركت قوتين باتجاه السموع لإدراكه أنها الهدف المقصود. تحركت القوتان بطريقين مختلفين الأولى عن طريق الظاهرية والثانية عن طريق يطا تحت قصف الطيران الإسرائيلي، رغم محاولة لسلاح الجو الأردني لحماية هذا التقدم بإرساله ثلاثة طائرات من طراز هوكر هنتر البريطانية الصنع دون تأثير كبير نظرا لعدد الطائرات الإسرائيلية الكثيف. وبالرغم من هذا تمكن الطيارون الأردنيون من إسقاط ثلاثة طائرات إسرائيلية، وسقطت لهم اثنتان استشهد طيار الأولى ونجح طيار الثانية النقيب الطيار في ذلك الوقت إحسان شردم بالقفز بمظلته فنجى ولكن الطائرة عند سقوطها على الأرض لم تتأذ كثيرا فهي مثبتة عند متحف صرح الشهيد شهادة لهذه المعركة.
كان الجميع في سباق للوصول إلى السموع. وحرص بهجت على المشاركة بنفسه في هذه المعركة لإدراكه أن القوات الإسرائيلية تفوق قواته عددا وعدة. ولكنه اعتمد على حسن تدريب قواته، وروحهم المعنوية العالية، وصلابة إرادتهم للقتال. ووجوده معهم في الميدان سيحفزهم على الصمود.
طبيعة الأرض مكّنت الإسرائيليين من وصول مرتفعات السموع في لحظة وصول القوات الأردنية حولها من جانبين. شارك سرب من الطائرات الأردنية في هذه المعركة واشتبك في قتال عنيف وغير متكافىء مع أسراب العدو. اشتبكت القوات الأردنية ببسالة بالقوات الإسرائيلية التي كانت أفضل تسليحا. ولكنها رغم ذلك استطاعت دحرها قبل نهاية اليوم. استشهد في هذه المعركة الملازم طيار موفق بدر السلطي والرائد محمد ضيف الله الهباهبة، وجرح فيها ولأول مرة في التاريخ العسكري الأردني قائد اللواء على أرض المعركة. تراجعت القوات الإسرائيلية إلى داخل حدودها وتمكنت القوات الأردنية من الحصول على عدة غنائم من الأسلحة العسكرية الإسرائيلية. وقد سلّم بهجت المحيسن عينة منها بصورة رمزية إلى الملك حسين بن طلال عند تفقده أرض المعركة.

## خسائر المعركة
- الجيش الأردني:

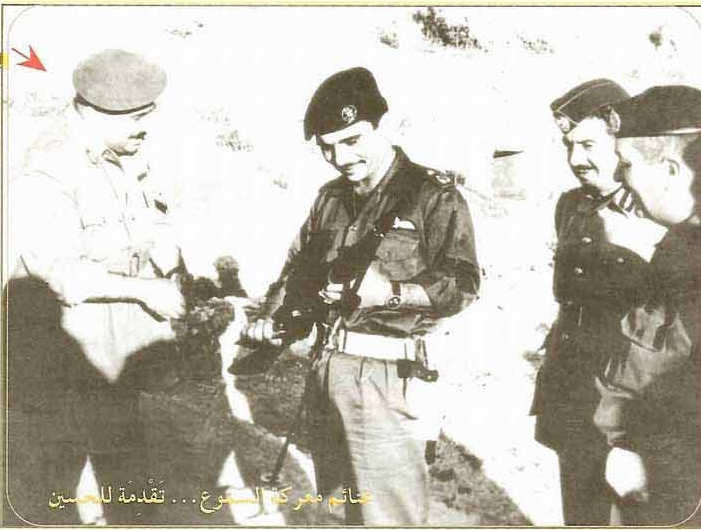
بهجت المحيسن يسلم الملك حسين عينة من غنائم المعركة

  - استنادا إلى تقرير لمجلس الأمن وبناءً على تحقيقات مراقبين دوليين تابعين لمجلس الأمن في الجانب الأردني أكدوا وبناء على مشاهداتهم أن قائد اللواء كان من جرحى المعركة، كما أكدوا استشهاد كل من الملازم طيار موفق بدر السلطي في المعركة وإعادة أسيرين أحدهما جندي يدعى محمد قاسم محمد حسين بعد أن تم التحقيق معه والثاني أعيدت جثته بعد إدعاء الجانب الإسرائيلي أن محاولاتهم لإسعافه لم تجدي وهو الرائد محمد ضيف الله الهباهبة ومجموع الخسائر الأردنية ورد كاملا في التقرير أيضا:[4]
- الجيش الإسرائيلي:
  - لم يعترف في حينه بأي خسائر رغم استقباله للفريق المحقق فقد رفض مفاوضوه السماح له بالتحقيق مع القوات المشاركة في المعركة.

| جعفر بن أبي طالب   | المقدم عواد شهاب        | بيت لحم    |
| عبد الله بن رواحة  | المقدم فهد مقبول الغبين | كفار عصيون |
| صلاح الدين الأيوبي | الرائد أحمد سعد غانم    | الخليل     |

## عملية شريدر
| 1  | محمد ضيف الله الهباهبة            | رائد           |
| 2  | موفق بدر السلطي                   | ملازم أول طيار |
| 3  | حمدان عبد الرحمن كرم الخليفات     | جندي           |
| 4  | سالم عليان سليمان العموش          | جندي           |
| 5  | راجي مقبول سالم الشموط            | جندي           |
| 6  | أحمد سعيد موسى العثامين           | جندي           |
| 7  | عبد القادر عبد الجواد عودة الحروب | جندي           |
| 8  | مفلح محمد سليمان الختاتلة         | جندي           |
| 9  | إبراهيم حسن يوسف مصلح             | جندي           |
| 10 | يونس حسين مسلم العريقات           | جندي           |
| 11 | عبد القادر شاكر محمد صدقة         | جندي           |
| 12 | عطا الله علي متروك العوران        | جندي           |
| 13 | أحمد عبد الكريم محمد السويطي      | جندي           |
| 14 | عبد الرحيم عبد الله مسلم محفوظ    | جندي           |
| 15 | محمد أحمد حمد دار عودة            | جندي           |

أطلق الإسرائيليون على هذه المعركة اسم عملية شريدير (بالإنجليزية: Operation Shredder). جاء هذا في مقال في الموسوعة الإنجليزية باسم «حادثة السموع» (بالإنجليزية: Samu Incident) ويرد ذكر بعض الخسائر في الأرواح عند الجانب الإسرائيلي حيث يشير المقال إلى مقتل ضابط واحد هو العقيد يواف شاهام. قائد لواء المظليين وقائد العملية. وجرح عشرة جنود آخرين. دون أي ذكر لأية خسائر في المعدات. كما يذكر عدد القوات من كل جانب ومستوى تسليحهم دون أن يذكر دور سلاح الجو الإسرائيلي.

## ردود الفعل
تفاعلت الجماهير الفلسطينية والعربية متعاطفة مع صمود لواء حطين بالرغم من ضعف تسليحه واتساع المنطقة المناطة له في الدفاع عنها، ولكنها طالبت الحكومة الأردنية بضرورة رفع مستوى تسليح الضفة الغربية وإدخال الأسلحة المدرعة والدبابات إلى الضفة الغربية وتأمين الغطاء الجوي. وتعرضت القيادة الأردنية إلى نقد بهذا الشأن من القيادة العربية الموحدة التابعة للجامعة العربية. وآراء تقول أن هذا كان بتحريض من خارج الأردن على شعبه للضغط على حكومته.